# Gavmii mi ekuverikan matii tibegen kuriime salaam
Gavmii mi ekuverikan matii tibegen kuriime salaam (Dhivehi ޤައުމީ ސަލާމް ‚In nationaler Einheit grüßen wir unser Land‘) ist die Nationalhymne der Malediven. Sie wurde 1972 eingeführt. Der Text wurde von Mohamed Jameel Didi geschrieben und die Musik von Wannakuwattawaduge Don Amaradeva.

## Text
Text im Thaana-Alphabet

ޤައުމީ މިއެކުވެރިކަން މަތީ ތިބެގެން ކުރީމެ ސަލާމް

ޤައުމީ ބަހުން ގިނަހެޔޮ ދުޢާ ކުރަމުން ކުރީމެ ސަލާމް

ޤައުމީ ނިޝާނަށް ޙުރުމަތާއެކު ބޯލަނބައި ތިބެގެން

އައުދާނަކަން ލިބިގެން އެވާ ދިދައަށް ކުރީމެ ސަލާމް

ނަސްރާ ނަސީބާ ކާމިޔާބުގެ ރަމްޒަކަށް ހިމެނޭ

ފެއްސާއި ރަތާއި ހުދާ އެކީ ފެނުމުން ކުރީމެ ސަލާމް

ފަޚްރާ ޝަރަފް ގައުމަށް އެހޯދައިދެއްވި ބަތަލުންނަށް

ޒިކްރާގެ މަތިވެރި ޅެންތަކުން އަދުގައި ކުރީމެ ސަލާމް

ދިވެހީންގެ އުންމެން ކުރި އަރައި ސިލްމާ ސަލާމަތުގައި

ދިވެހީންގެ ނަން މޮޅުވުން އަދައި ތިބެގެން ކުރީމެ ސަލާމް

މިނިވަންކަމާ މަދަނިއްޔަތާ ލިބިގެން މިޢާލަމުގާ

ދިނިގެން ހިތާމަތަކުން ތިބުން އެދިގެން ކުރީމެ ސަލާމް

ދީނާއި ވެރިންނަށް ހެޔޮހިތުން ހުރުމަތް އަދާކުރަމުން

ސީދާ ވަފާތެރިކަންމަތީ ތިބެގެން ކުރީމެ ސަލާމް

ދައުލަތުގެ އަބުރާ ޢިއްޒަތާ މަތިވެރިވެގެން އަބަދަށް

އައުދާނަވުން އެދި ހެޔޮދުޢާ ކުރަމުން ކުރީމެ ސަލާމް

Romanisierte Transliteration

Gaumee mi ekuverikan matee tibegen kureeme salaam,

Gaumee bahun gina hyo du'aa kuramun kureeme salaam.

Gaumee nishaanang hurmataa eku bo lambai tibegen

Audaa nakan libigen e vaa dida-ak kureeme salaam.

Nasraa nasiibaa kaamyaabu-ge ramzakang himenee

Fessaa rataai hudaa ekii fenumun kuriime salaam.

Fakhraa sharaf gavmang e hoodai devvi batalun

Zikraage mativerun lhentakun adugai kuriime salaam.

Dhivehiinge ummay kuri arai silmaa salaamatugai

Dhivehiinge nan mollu vun edai tibegen kuriime salaam.

Minivankamaa madaniyyataa libigen mi 'aalamugai

Dinigen hitaa matakun tibun edigen kuriime salaam.

Dinaai verinnang hyo hitun hurmay adaa kuramun

Siidaa vafaaterikan matii tibegen kuriime salaam.

Davlatuge aburaa 'izzataa mativeri vegen abada'

Audaana vun edi heyo du'aa kuramun kuriime salaam.
Deutsche Übersetzung

Wir grüßen Dich in dieser nationalen Einheit

Wir grüßen Dich mit vielen guten Wünschen in der Muttersprache

Den Kopf vor den nationalen Symbolen verneigend

Wir grüßen die Flagge, die solche Macht hat

Es fällt in die Sphäre des Sieges, des Glücks und des Erfolgs

Mit seinem Grün und Rot und Weiß zusammen und daher grüßen wir dich

Die Helden, die Ehre und Stolz für die Nation errangen

Grüßen wir heute mit vielversprechenden Versen des Gedenkens

Soll die Nation der Malediven und Schutz und Wacht gedeihen

Und der Name der Malediven groß werden

Wir wünschen uns Freiheit und Fortschritt in dieser Welt

Und die Freiheit von Sorgen und daher grüßen wir

Mit vollem Respekt und Segen aus tiefstem Herzen unsere Religion und unsere Führer

Wir grüßen aufrichtig und wahrhaftig

Möge der Staat immer vielversprechende Ehre und Respekt haben

Mit guten Wünschen für deine fortbestehende Macht, grüßen wir Dich